# Roman Orešnikov
Roman Aleksandrovič Orešnikov (in russo Роман Александрович Орешников?; traslitterazione anglosassone Roman Alexandrovich Oreshnikov; Kerč', 6 febbraio 1983) è un bobbista russo.

## Biografia
Viene ricordato come vincitore di una medaglia d'argento nella sua disciplina, vittoria avvenuta ai campionati mondiali del 2008 (edizione tenutasi a Altenberg, Germania) insieme ai connazionali Aleksandr Zubkov, Dmitrij Trunenkov e Dmitrij Stëpuškin. Nell'edizione il  bronzo e l'oro andarono alle nazionali tedesche.